# HD 119921
HD 119921 (z Centauri) é uma estrela na constelação de Centaurus. Com uma magnitude aparente visual de 5,15, é visível a olho nu em locais com pouca poluição luminosa. Medições de paralaxe indicam que está a uma distância de aproximadamente 420 anos-luz (128 parsecs) da Terra.
Esta é uma estrela de classe A da sequência principal com um tipo espectral de A0V. Tem uma massa de 2,84 vezes a massa solar e uma idade estimada em 250 milhões de anos. Está irradiando 125 vezes a luminosidade solar de sua fotosfera a uma temperatura efetiva de 8 800 K. Está girando com uma velocidade de rotação projetada muito alta de 435 km/s. Não possui estrelas companheiras conhecidas.
O espectro de HD 119921 apresenta linhas de absorção anormais dos íons C IV e Si IV. A origem interestelar dessas linhas foi descartada, já que elas se movem junto com as linhas da estrela, o que indica que HD 119921 possui alguma anomalia intrínseca. Já foi sugerido que ela pode ser uma estrela em concha.